# Kispál és a Borz
I Kispál és a Borz sono un gruppo musicale alternative rock Ungherese nato a Pécs nel 1987 e fondato da András Lovasi, András Kispál, Rezső Ózdi e Gábor Bräutigam. Il loro ultimo concerto è stato quello del 9 agosto 2010 allo Sziget Festival..

## Storia
I 'Kispál és a Borz' nascono nel 1987 per mano di Gábor Bräutigam, Rezső Ózdi, András Kispál e András Lovasi. Ózdi lasciò poi il gruppo nel 1988, poco prima del rilascio del loro primo demo di quattro tracce Kispál e Badger dello stesso anno. Nel 1989 incisero il secondo demo Tökéletes helyettes mentre il loro primo album in studio Naphoz Holddal è del 1991.
La composizione del gruppo è cambiata più volte durante gli anni. Il primo batterista Gábor Bräutigam fu sostituito da Zoltán Tóth nel 1996, e questi da Michael Zwecker nell'estate del 2002 poi rimpiazzato da Áron Bóra dal 2006 al 2007. L'ultimo batterista è stato Ábel Mihalik, il più giovane della band, nato nello stesso anno della formazione del gruppo. Il gruppo è stato composto di tre elementi fino al 1996, quando Ákos Dióssy si unì alla band.

### Origine del nome
Il nome del gruppo significa letteralmente Kispál e il tasso. L'idea originaria era di chiamare la band semplicemente il tasso ma András Kispál si oppose sostenendo che tutti i gruppi con nomi di animali non avevano avuto successo. Così il suo cognome venne inserito nel nome della band che diventò 'Kispál és a Borz'

## Formazione

### Formazione attuale
- András Kispál (chitarra solista, arrangiamento)
- András Lovasi (basso, voce, autore, arrangiamento)
- Ákos Dióssy (piano, sonagli, voce)
- Ábel Mihalik (batteria, percussioni)

### Ex componenti
Zoltan Toth "Knuckle" (1995-2002) (batteria, percussioni)
Vittay Francis (1995-1998) (chitarra, voce)
Michael Zwecker (2002-2006) (batteria, percussioni)
Aaron Bora (2006-2007) (batteria, percussioni)

## Discografia

### Album studio
- (1991) – Naphoz Holddal
- (1992) – Föld kaland ilyesmi…
- (1993) – Ágy asztal tévé
- (1994) – Sika, kasza, léc
- (1996) – Ül
- (1997) – Bálnák, ki a partra
- (1998) – Holdfényexpressz
- (2000) – Velőrózsák
- (2003) – Turisták bárhol
- (2004) – Én, szeretlek, téged

### Live
- (2003) – Élősködés Tour 2002-2003 – selezione di tracce dal tour per l'anniversario dei 15 anni dalla formazione.
- (2007) – 20 év - A szép estékért (Szeged, 21 dicembre 2006 e Pécs, 27 dicembre 2006) – (doppio album per i 20 anni dalla formazione)
- (2010) - Napozz Holddal - A Kispál búcsú (Budapest, Sziget Festival, 9 agosto 2010) - Concerto d'addio + tracce dagli EP della band.

### Raccolte
- (2007) – 20 év - A legjobb pillanatokért – „Best 1987-2007”

### Tour
- (1997) – Happy Borzday (Pécs, Pécs University Club, 11 ottobre 1997) – concerto per l'anniversario dei 10 anni dalla formazione.
- (2002) – Élősködés (serie di 7 concerti in vari luoghi dell'Ungheria) – concerto per l'anniversario dei 15 anni dalla formazione.

### Altri album
- (1995) – Fák, virágok, fény maxi
- (1997) – Kicsit maxi
- (1998) – Tesis a világ maxi
- (1999) – Az nem lehet soha maxi
- (2000) – Hang és fény maxi
- (2002) – Nagyon szerelmes lányok EP
- (2009) – Többiektől EP

### Demo
- (1988) – Kispál és a Borz demo
- (1989) – Tökéletes helyettes 50 Percig demo
- (1995) – Élet a légypapíron demo

### Colonne sonore
- (1996) – Csinibaba

### Remix-album
- (2000) – KispálraMix